# Leander Dedroog
Leander Dedroog (5 augustus 1999) is een Belgisch basketbalspeler die speelt als small forward.

## Carrière
Dedroog speelde in de jeugd van Alken BBC en Nieuwerkerken BC. Hij speelde in 2016 in de tweede klasse bij Cuva Houthalen maar vertrok al snel naar Limburg United waar hij mee uitkomt in de hoogste klasse. In 2021 raakte bekent dat hij voor drie seizoenen bij tekende bij Limburg. In het seizoen 2019/20 groeide hij uit tot een regelmatige speler die gemiddeld 13 minuten speelde in het volgende seizoen 2020/21 zette hij zich verder door en haalt een gemiddelde van 21 minuten. In het seizoen 2021/22 won hij met Limburg de beker van België.
In de zomer van 2023 tekende hij een contract bij Union Mons-Hainaut. Hij verliet Bergen na het seizoen 2024/25 en tekende hij Kangoeroes Mechelen.

## Erelijst
- Belgisch bekerwinnaar: 2022